# Rufferdingemolen

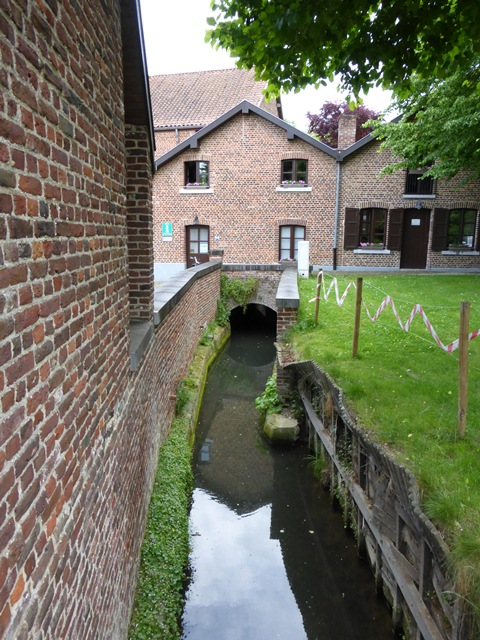
Rufferdingemolen

De Rufferdingemolen is een watermolen in de Vlaams-Brabantse plaats Landen, gelegen aan de Molenbergstraat 2-4.
Deze bovenslagmolen op de Dormaalbeek fungeerde als korenmolen.

## Geschiedenis
De molen bestond zeker al in 1200 en werd in de 13e en volgende eeuwen meermaals schriftelijk vermeld. In 1416 kwam hij in bezit van het Hertogdom Brabant. Tijdens de 16e-eeuwse godsdiensttwisten werd de molen vernield. In 1635 was de molen hersteld. In 1876 werd de molen herbouwd. De molen was tot 1966 in bedrijf. In 1973 werd hij verkocht aan de toenmalige provincie Brabant om gerestaureerd te worden en in 1985 werd hij in gebruik genomen als het Provinciaal Trefcentrum Rufferdinge. In 2003 werd de molen door de gemeente Landen aangekocht en huisvestte sindsdien de technische dienst van de gemeente en de heemkundekring. In 2006 werd er ook een bezoekerscentrum in gevestigd.

## Gebouw
Er is een metalen waterrad aanwezig dat echter vanuit de 3 meter lager liggende Molenbeek wordt opgepompt naar het spaarbekken om van daar uit het rad in beweging te brengen. Het gebouw kent drie lagen: de maalvloer, de steenzolder en de luizolder. Naast de maalinstallatie is er een haverpletter van 1883.